# Церква Святого Юра (Мангеттен)
Церква Святого Юра (англ. St. George Ukrainian Catholic Church) — українська греко-католицька церква на Мангеттені. Парафія належить до Стемфордської єпархії Філадельфійської митрополії УГКЦ. Понад 100 років, ця українська парафія служила духовним, політичним і культурним епіцентром кількох хвиль українських американців у Нью-Йорку. При храмі діє монастир святого Юра отців василіян.

## Розташування
Церква Святого Юра розташована у Іст-Вілледж, районі Нью-Йорка на Мангеттені. Розташована на розі Східної 7-ї вулиці та вул. Тараса Шевченка, церква та Академія Святого Юра, що примикає до неї, оточені, але не включені в історичний район Іст-Вілледж.

## Раніші будівлі

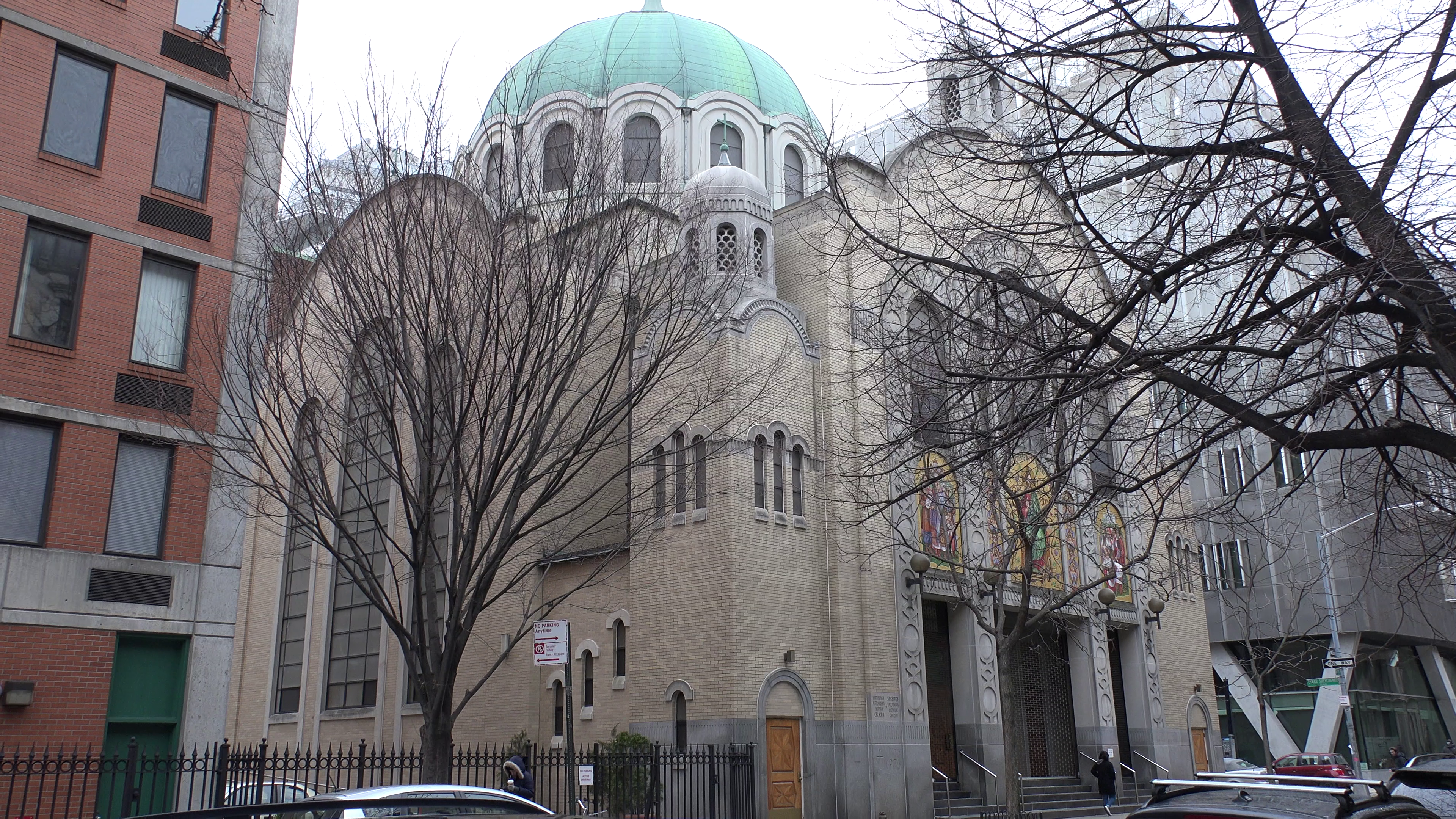

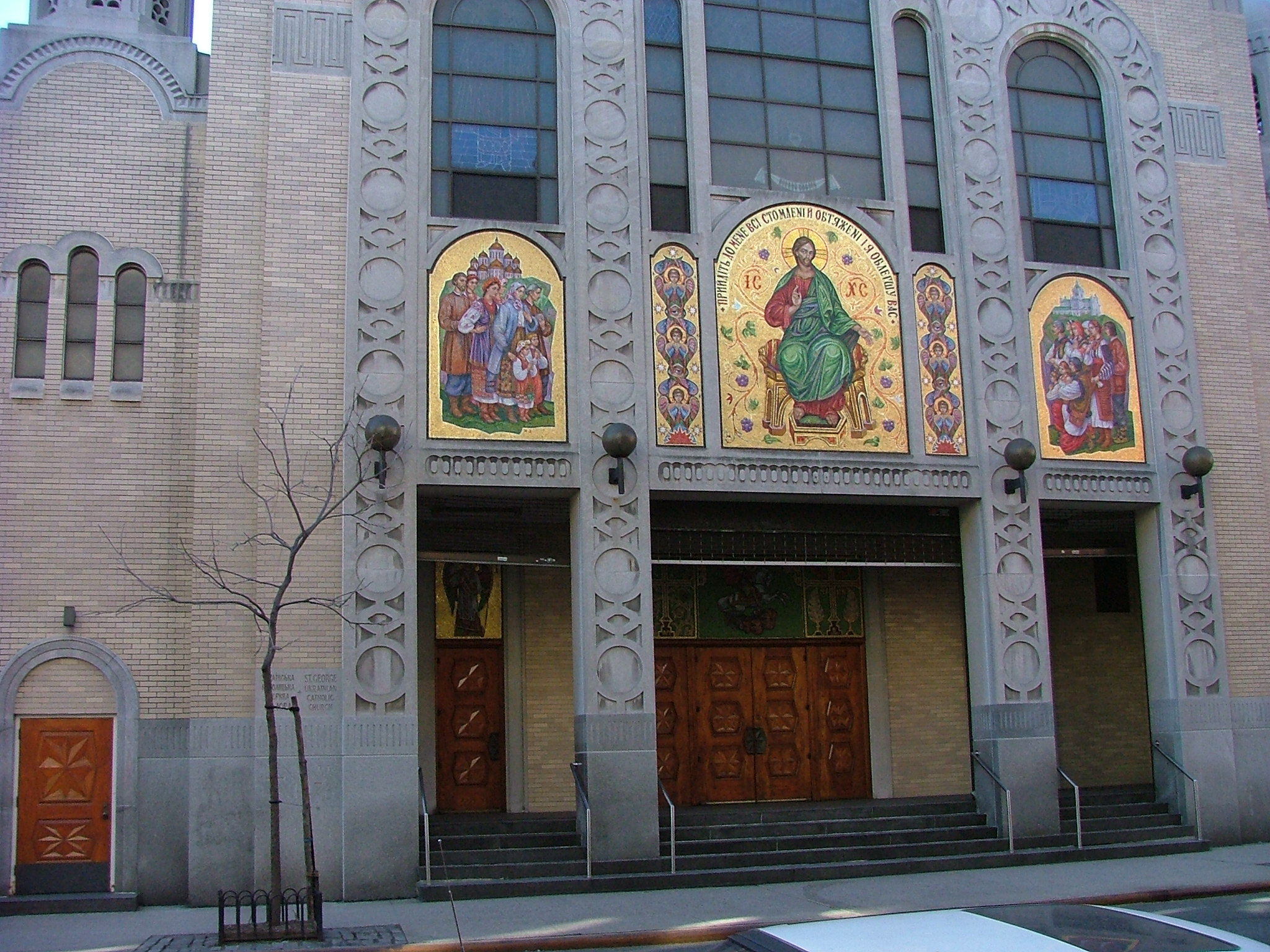
Церква з північного боку

Перша українськомовна літургія в місті Нью-Йорку була виконана лише кілька блоків неподалік від сьогоднішньої церкви святого Юра, у підвалі церкви Святої Бриґіти в південно-східній частині Східної 8-ї вулиці та Авеню Б. 1905 року українська американська громада, яка продовжувала зростати, змогла придбати каплицю Колґейт у першої шведської баптистської церкви на Східній 20-й вулиці. Колишня баптистська скинія була пристосована до служби у візантійському обряді та була присвячена Святому Юрію. До 1911 року громада зросла до такої міри, що були необхідні більші будівлі, і прихід приступив до придбання Методистської єпископальної церкви на Сьомий вулиці, також відомої як Bowery Village Church.
Bowery Village Church збудована 1840 року для обслуговування емігрантів у Маленькій Німеччині, чисельність яких різко знизилися після того, як пожежа на пароплаві «Генерал Слокум» призвела до трагічної загибелі понад 1000 німецьких американців у 1904 році. Після купівлі українською громадою, храм теж був пристосований для служби у візантійському обряді. 

## Нинішня церква
Будівля, яку нині займає церква Святого Юра, була побудована в період 1976–1978 рр. за проєктом архітектора Аполлінарія Осадци. До початку будівництва пан Осадца розхвалював свій проєкт як «заснований на давньому українському візантійському стилі, який зберігся в Україні, незважаючи на західноєвропейські тенденції».
З 1980 року до своєї смерті у 2012 році, Андрій Добрянський, головний виконавець із Метрополітен-опера, був літургійним кантором, а також диригентом хору імені Андрея Шептицького у цій церкві. У 2016 році, його спадщина українського богослужбового співу у церкві була задокументована його дітьми в серіалі «Босими ногами по Нью-Йорку» (англ. «Bare Feet in NYC»).
У церкві святого Юра душпастирюють ієромонахи Василіянського Чину святого Йосафата.
1968 року отцями ордена святого Василія Великого та парафіянами церкви Святого Юра була заснована українська католицька школа Святого Юра (нині — Академія Святого Юра).